# Jimramov
Jimramov är en köping i Tjeckien.   Den ligger i distriktet Okres Žďár nad Sázavou och regionen Vysočina, i den centrala delen av landet, 140 km öster om huvudstaden Prag. Jimramov ligger 495 meter över havet och antalet invånare är 1 207.
Terrängen runt Jimramov är platt norrut, men söderut är den kuperad. Jimramov ligger nere i en dal. Runt Jimramov är det ganska tätbefolkat, med 111 invånare per kvadratkilometer. Närmaste större samhälle är Polička, 9,0 km norr om Jimramov. Omgivningarna runt Jimramov är en mosaik av jordbruksmark och naturlig växtlighet.